# Преднізолон
Преднізоло́н — синтетичний препарат з групи глюкокортикоїдних гормонів для парентерального, перорального та місцевого застосування. За хімічною структурою він є модифікованим похідним гідрокортизону із утворенням подвійного зв'язку між 1 та 2 атомами стероїдного кільця, яке дозволило збільшити протизапальну активність та знизило мінералокортикоїдну активність препарату, що призвело до значного збільшення біологічної активності препарату. Преднізолон уперше синтезований у Німеччині у 1957 році в лабораторії компанії «Merck».

## Фармакологічні властивості
Преднізолон — синтетичний препарат з групи глюкокортикоїдних гормонів. Препарат має протизапальну, протишокову, протиалергічну та імуносупресивну дію. Після проникнення всередину клітини преднізолон взаємодіє зі специфічними рецепторами в цитоплазмі клітини та утворює комплекс, який зв'язується з ДНК та стимулює утворення мРНК, що призводить до змін утворень на рибосомах білків, що відповідають за властивості клітин. Преднізолон стимулює синтез ліпокортину, що інгібує фермент фосфоліпазу А2, що приводить до пригнічення синтезу простагландинів та лейкотрієнів, що беруть участь у розвитку запальних реакцій. Преднізолон стабілізує мембрани лізосом, інгібує синтез гіалуронідази та знижує синтез лімфокінів. Препарат має антипроліферативний ефект, обумовлений зниженням міграції моноцитів у вогнище запалення та гальмуванням проліферації фібробластів. Преднізолон пригнічує активність ферменту колагенази, що попереджує деструкцію кісткової тканини та хрящів при ревматоїдному артриті. Протиалергічна дія преднізолону обумовлена зменшенням кількості базофілів та прямим зменшенням синтезу і секреції медіаторів негайної алергічної реакції. Гормон викликає інволюцію лімфоїдної тканини та розвиток лімфопенії, що приводить до імуносупресії. Преднізолон збільшує кількість рецепторів у клітинах та підвищує їх чутливість до фізіологічно активних речовин (у тому числі до катехоламінів). Препарат зменшує кількість білків у плазмі крові, посилює катаболізм білків у м'язовій тканині. Препарат пригнічує всмоктування кальцію в шлунково-кишковому тракті та сприяє вимиванню його з кісток та збільшення екскреції кальцію з сечею. Преднізолон затримує натрій та воду в організмі і сприяє виведенню калію з організму. Препарат сприяє синтезу ферментів у печінці, фібриногену, еритропоетину, сурфактанту, ліпомодуліну. Преднізолон сприяє синтезу жирних кислот та тригліцеридів, викликає перерозподіл жиру (зниження відкладень жиру на кінцівках та збільшення відкладень жиру на верхній половині тулуба і обличчі). Препарат підвищує всмоктування вуглеводів у шлунково-кишковому тракті, сприяє мобілізації глюкози в кровотік та посиленню глюконеогенезу. Преднізолон має протишокову дію, стимулює утворення частини клітин у кістковому мозку. Препарат підвищує кількість у крові еритроцитів та тромбоцитів, знижує кількість у крові лімфоцитів, еозинофілів, моноцитів, базофілів. Преднізолон зменшує кількість в крові статевих гормонів, що може бути наслідком зменшення вироблення лютеїнізуючого гормону в гіпофізі та прямою дією препарату. Виявлена здатність препарату впливати на систему цитокінів, синтез яких має велике значення у розвитку запалення та імунорегуляції. Преднізолон пригнічує вироблення цитокінів, які беруть участь у механізмах імунної відповіді, у тому числі беруть участь у Т-клітинному розпізнаванні антигенів. Преднізолон стимулює секрецію соляної кислоти і пепсину в шлунку та може сприяти розвитку виразкової хвороби.

### Фармакокінетика
Преднізолон при пероральному прийомі швидко та повністю всмоктується у тонкому кишечнику, біодоступність препарату 100 %. при прийомі всередину максимальна концентрація в крові спостерігається протягом 0,5—1,5 год. При внутрішньом'язовому введенні максимальний ефект препарату спостерігається через 1—2 години, при внутрішньовенному введенні дія препарату наступає повільніше, через 2—8 годин. Більша частина преднізолону (70—90 %) зв'язується в плазмі з білками — транскортином та альбуміном. Препарат створює високі концентрації у більшості тканин організму. Преднізолон проникає через гематоенцефалічний бар'єр. Преднізолон проникає через плацентарний бар'єр та виділяється в грудне молоко. Метаболізується препарат переважно у печінці, а також у нирках, бронхах, тонкому кишечнику. Виводиться преднізолон із організму переважно нирками у вигляді неактивних метаболітів, частково у незміненому вигляді. Препарат виводиться з організму частково з жовчю. При захворюваннях печінки спостерігається збільшення періоду напіввиведення преднізолону.

## Показання до застосування
Преднізолон застосовується: парентерально — при невідкладних станах — важкі форми неспецифічного виразкового коліту та хвороби Крона, при різних видах шоку, астматичному статусі, печінковій комі, гострій недостатності кори наднирників, анафілактичному шоці та інших важких алергічних реакціях, при гіпоглікемічних станах; при системних захворюваннях сполучної тканини — системному червоному вовчаку, системній склеродермії, вузликовому періартеріїті, дерматоміозиті, хворобі Бєхтєрєва; при захворюваннях крові — гострій гемолітичній анемії, лімфогрануломатозі, агранулоцитозі та гранулоцитопенії, тромбоцитопенічній пурпурі, лейкеміях; при захворюваннях шкіри — екземі, багатоформній ексудативній еритемі, еритродермії, псоріазі, алопеції, себорейному дерматиті, міхурниці; а також із замісною метою — при адреногенітальному синдромі.
Перорально преднізолон застосовується при ревматологічних захворюваннях — системному червоному вовчаку, системній склеродермії, вузликовому периартеріїті, ревматоїдному артриті, хворобі Бєхтєрєва, синовіїтах, епікондиліті, плечо-лопатковому периартриті, остеоартрозі та остеоартриті, подагрі, псоріатичному артриті; при захворюваннях дихальної системи — бронхіальній астмі, саркоїдозі, бериліозі, аспіраційній пневмонії, гострому альвеоліті, фіброзі легень, при раку легень у поєднанні зі специфічною терапією, при туберкульозі легень і туберкульозному менінгіті у поєднанні з протитуберкульозною терапією; при гострому гломерулонефриті та нефротичному синдромі; при ендокринологічних захворюваннях — первинній та вторинній недостатності кори наднирників, гіперплазії кори наднирників, адреногенітальному синдромі, тиреоїдиті, гіпоглікеміях; при алергічних захворюваннях — сироватковій хворобі, полінозі, кропив'янці, алергічному риніті, атопічному та контактному дерматиті, токсикодермії, харчовій та медикаментозій алергічній реакції, синдромі Стівенса-Джонсона, набряку Квінке; при захворюваннях шкіри — міхурниці, герпетиформному дерматиті, екземі, синдромі Лаєлла, псоріазі; при набряку мозку; при захворюваннях крові — агранулоцитозі, панмієлопатії, мієломній хворобі, гострому лейкозі, лімфогрануломатозі, тромбоцитопенічній пурпурі та тромбоцитопенії (у дорослих), гемолітичних та гіпопластичних анеміях; при захворюваннях очей — іриті, іридоцикліті, повільних передніх та задніх увеїтах, алергічній виразці рогівки та алергічному кон'юнктивіті, кератиті, хоріоїдиті, невриті зорового нерва, симпатичній офтальмії; після трансплантації донорських органів (для профілактики відторгнення трансплантату), при онкологічних захворюваннях — для усунення нудоти і блювоти після лікування цитостатиками та для лікування гіперкальціємії на фоні онкологічних захворювань.
Для внутрішньосуглобового введення преднізолон застосовується при артрозі та остеоартрозі великих суглобів, ревматоїдному артриті та посттравматичному артриті.
Місцево у вигляді мазі преднізолон застосовується при себорейному дерматиті, алергічних дерматитах, псоріазі, червоному вовчаку, еритродермії, екземі та круговому облисінні.

## Побічна дія
Побічна дія преднізолону при нетривалому застосуванні спостерігається вкрай рідко. При тривалому застосуванні препарату зростає ризик побічних ефектів препарату, що становлять, за даними тривалих спостережень, 94 % усіх побічних ефектів глюкокортикостероїдів (із 50 % хворих, у яких спостерігаються побічні ефекти при застосуванні глюкокортикоїдів). При тривалому застосуванні преднізолону можливі наступні побічні ефекти:
- Алергічні реакції — зрідка спостерігаються алергічний дерматит, імуносупресія, свербіж шкіри, кропив'янка, синдром Стівенса-Джонсона, набряк Квінке, анафілактичний шок.
- З боку шкірних покривів — петехії, синці, екхімози, стрії, потоншення шкіри, гіпер- або гіпопігментація, гірсутизм, вугри, схильність до піодермії, сповільнення процесів регенерації, підвищена пітливість. Ці побічні ефекти спостерігаються частіше при місцевому застосуванні препарату, найчастіше спостерігається кандидоз ротової порожнини (у 5—45 % місцевого застосування преднізолону).[5]
- З боку травної системи — можуть спостерігатися нудота, блювання, біль в епігастрії, панкреатит, діарея, стероїдні виразки шлунку та дванадцятипалої кишки, ерозивний езофагіт, кровотечі у шлунково-кишковому тракті, перфорація виразки шлунку або дванадцятипалої кишки, перфорація жовчевого міхура, метеоризм, гикавка, підвищення або зниження апетиту, виразковий коліт. Згідно з даними тривалих спостережень, побічна дія з бокутравної системи спостерігається у 24,4 % хворих, а розвиток стероїдних виразок шлунково-кишкового тракту спостерігається у 3,5—7,5 % випадків.[5]
- З боку нервової системи та органів чуттів —можуть спостерігатися головний біль, запаморочення, підвищення внутрішньочерепного тиску (частіше у дітей після різкого зменшення дози препарату)[6], судоми, катаракта, підвищення внутрішньоочного тиску, трофічні зміни рогівки, екзофтальм, галюцинації, делірій, дезорієнтація, ейфорія, депресія, нервозність, безсоння, парестезії, глаукома, набряк диску зорового нерва. За даними тривалих спостережень, нервово-психічні порушення, як побічна дія лікування глюкокортикоїдами, спостерігається у 4—36 % хворих[5], розвиток катаракти у 15 % хворих при тривалому прийомі преднізолону, підвищення внутрішньоочного тиску у 18—36 % хворих при тривалому прийомі преднізолону.[4]
- З боку серцево-судинної системи — при тривалому застосуванні можуть спостерігатися брадикардія, асистолія, комбінована шлуночкова аритмія, тромбоз, васкуліт, периферичні набряки, серцева недостатність, атеросклероз, гіпо- або гіпертензія, розрив міокарду внаслідок інфаркту міокарду.
- З боку опорно-рухового апарату — при тривалому застосуванні спостерігаються міопатія, остеопороз, розрив сухожиль, атрофія м'язів, асептичний остеонекроз, переломи кісток. За даними досліджень, частота переломів кісток у хворих, які тривалий час приймали преднізолон у дозі 10 мг/добу, у 2 рази вища, ніж у хворих, що приймали препарат у дозі 5 мг/добу або плацебо.[4]
- З боку сечовидільної системи — тривалий прийом призводить до ризику виникнення сечокам'яної хвороби.
- З боку ендокринної системи — може спостерігатися порушення толерантності до глюкози, цукровий діабет, порушення менструального циклу, уповільнення росту в дітей, затримка статевого розвитку в дітей, пригнічення гіпофізарно-наднирникової системи, хвороба Кушинга. За даними тривалих спостережень, найчастішою побічною дією глюкокортикоїдів є кушингоїд (до 30 % випадків застосування), часто спостерігається пригнічення функції кори наднирників[5] та розвиток стероїдного діабету (дані про частоту цього ускладнення суперечливі).[4][5]
- Інші побічні ефекти —часто спостерігаються при тривалому прийомі зниження стійкості до інфекцій, загострення тубекульозу, збільшення маси тіла[4][5], швидка втомлюваність, зменшення об'єму лімфоїдної тканини.
- Зміни в лабораторних аналізах — при тривалому застосуванні можуть спостерігатись лейкоцитоз, моноцитопенія, лімфопенія, еозинопенія, порушення згортання крові, підвищення рівня активності амінотрансфераз та лужної фосфатази, гіпокаліємія, гіперліпідемія, гіперглікемія, гіпокальціємія, глюкозурія, лейкоцитурія, еритроцитурія.
- Місцеві реакції — нечасто біль, відчуття припікання у місці введення, атрофія шкіри, стерильні абсцеси, ліпоатрофія, зміна пігментації шкіри в місці введення.

## Протипокази
Абсолютним протипоказом для застосування преднізолону є підвищена чутливість до препарату. Відносними протипоказами до застосування препарату є паразитарні та інфекційні захворювання — простий або оперізуючий герпес, вітряна віспа, кір, амебіаз, стронгілоїдоз, системні мікози, активний або латентний туберкульоз, поствакцинальні стани, виражений імунодефіцит, викликаний ВІЛ-інфекцією; захворювання травної системи — виразкова хвороба, пептичні виразки, гастрит, езофагіт, недавно створений анастомоз шлунку, дивертикуліт, неспецифічний виразковий коліт з перфорацією або абсцедуванням; ендокринні захворювання — цукровий діабет, тиреотоксикоз, гіпотиреоз, хворобі Кушинга, ожиріння ІІІ-IV ступеня; серцево-судинні захворювання — артеріальна гіпертензія, схильність до тромбоемболії, декомпенсована серцева недостатність, недавно перенесений інфаркт міокарду; важка ниркова недостатніть, нефролітіаз; системний остеопороз; міастенія, гострий психоз, поліомієліт, глаукома.При внутрішньосуглобовому введенні препарат протипоказаний при попередній артропластиці, підвищеній кровоточивості, інфекційно-септичний запальний процес у суглобі або навколо суглоба, вираженому остеопорозі, відсутності запального процесу всередині суглобу, асептичному некрозі суглобових поверхонь, деструкції та деформації суглобових поверхонь, нестабільному суглобі, загальному інфекційному захворюванні, вагітності. При місцевому застосуванні преднізолон протипоказаний при вірусних, бактеріальних та грибкових ураженнях шкіри, шкірних проявах сифілісу та туберкульозу; пухлинах шкіри; рожевих та звичайних вуграх. З обережністю препарат застосовується при вагітності та годуванні грудьми.

## Форми випуску
Преднізолон випускається у вигляді ампул по 1 та 2 мл 3 % розчину; таблеток по 1 та 5 мг; у вигляді 0,5 % мазі по 10 та 15 г у тюбику. Преднізолон входить до складу комбінованого препарату для місцевого застосування «Преднікарб», до складу комбінованого препарату «Дермозолон» та до складу комбінованого препарату «Ауробін».

## Заборона використання у спортсменів
Як і інші глюкокортикоїдні гормони, преднізолон заборонений для використання спортсменами під час змагань для внутрішньовенного, внутрішньом'язового, перорального та ректального застосування згідно з рішенням Всесвітнього антидопінгового агентства. Заборона на використання преднізолону місцево у вигляді мазі для спортсменів відсутня.